# Az igazi szellemirtók
Az igazi szellemirtók (The Real Ghostbusters) egy amerikai rajzfilmsorozat, amely az 1984-es Szellemirtók (Ghostbusters) film alapján készült. A sorozatot a DIC Enterprises és a Coca-Cola Telecommunications készítette. A műsorban a szelleműzők kalandjai folytatódnak. Van egy új tagja is a csapatnak, Ragacs (Slimer), aki az eredeti filmben még ellenség volt. Hét évadon keresztül futott a sorozat. Magyarországon a TV2 adta a TV2 Matiné című műsorblokkjában, később a Viasat 6 is műsorra tűzte, A szellemirtók újabb kalandjaival együtt.

## Szereposztás
| Szereplő          | Eredeti hang              | Magyar hang                                     |
| ----------------- | ------------------------- | ----------------------------------------------- |
| Peter Venkman     | Lorenzo Music (1-2. évad) | Bozsó Péter                                     |
| Peter Venkman     | Dave Coulier (3-7. évad)  | Bozsó Péter                                     |
| Egon Spengler     | Maurice LaMarche          | Kautzky Armand (1. hang) Schnell Ádám (2. hang) |
| Ray Stantz        | Frank Welker              | Csuja Imre                                      |
| Ragacs (Slimer)   | Frank Welker              | Szokol Péter                                    |
| Winston Zeddemore | Arsenio Hall (1-3. évad)  | Kálid Artúr                                     |
| Winston Zeddemore | Buster Jones (4-7. évad)  | Kálid Artúr                                     |
| Janine Melnitz    | Laura Summer (1-2. évad)  | Kiss Erika                                      |
| Janine Melnitz    | Kath Soucie (3-7. évad)   | Kiss Erika                                      |

## Magyar stáb
A szinkront a TV2 megbízásából a Masterfilm Digital készítette.
Magyar szöveg: Halász Örs
Hangmérnök: Hajzler László, Bederna László
Gyártásvezető: Czobor Éva
Szinkronrendező: Árvay Zsuzsa, Hirth Ildikó
Felolvasó: Kiss Erika, Szokol Péter